# RMS 올림픽
RMS 올림픽(RMS Olympic)은 영국 화이트 스타 라인이 운영한 북대서양 횡단 여객선이다. HMHS 브리타닉, RMS 타이타닉의 자매선이자 올림픽급 여객선의 네임십이다.
1908년에 벨파스트에서 건조를 시작하여 1910년 할랜드 앤드 울프에서 진수되었고 1911년 6월 14일 영국의 사우샘프턴을 떠나 미국의 뉴욕으로 향하는 첫 항해를 하였다. 1914년 제1차 세계 대전 발발 이후로는 해상 수송선(Troop Ship)으로도 활약하며 23년간 운항하였다. 그리고 이후 여객선으로 돌아와 운영하던 올림픽호는 대공황과 수지타산 악화로 1935년 4월 12일에 운영을 중단하고 이후 1937년 아일랜드 선박 해체소에서 고물로 해체되었다.

## 침몰
1918년 5월 12일, RMS 올림픽은 프랑스로 가던 도중 독일 잠수함 U-103을 발견하여, 전함포로 일제사격을 시도했으나, 모두 빗나가고 다급해진 올림픽은 방향을 바꿔 전속력으로 달려 U-103을 들이받아 침몰시켰다. 이것은 역사상 유일무이하게 여객선이 잠수함을 침몰시킨 사례로 남아있다.